# Franz Grashof
Franz Grashof (n. 11 iulie 1826, Düsseldorf - d. 26 octombrie 1893, Karlsruhe) a fost un inginer german, profesor de mecanică aplicată la Universitatea Karlsruhe și a fost unul din fondatorii VDI.